# Австралійська антарктична експедиція
Австралійська антарктична експедиція — дослідження полярного континенту австралійською командою дослідників з 1911 по 1914 рік під керівництвом геолога Дугласа Моусона, який за свої заслуги був згодом посвячений у лицарі.

## Загальні відомості
Планом Моусона було складання карти 2000-мильної ділянки берегової лінії Антарктики на південь від Австралії. Значну фінансову підтримку експедиції надала Австралійська Асоціація Просування Науки (AAAS), решта коштів надійшли від приватних меценатів і широкої публіки.
Для плавання був обраний ньюфаундлендский корабель «Аврора», який спочатку був побудований для полювання на тюленів. Судно було значно модифіковано для далекого походу. Капітаном «Аврори» був Джон Кінг Девіс, учасник першої експедиції Ернеста Шеклтона (1907—1909).